# Torino Football Club
El Torino Football Club és un club de futbol amb seu a la ciutat italiana de Torí i que juga a la Sèrie A, la màxima divisió de Lliga italiana de futbol.

## Història
L'any 1887 es crearen a la ciutat de Torí dues societats esportives anomenades Torino Football & Cricket Club (vestia de vermell i negre) i Nobili Torino (de taronja i negre). Aquestes dues societats es fusionaren l'any 1890 i crearen el FC International Torino (blanc i negre) que esdevingué una de les més importants de la ciutat. Paral·lelament, el 3 de desembre de 1894 es funda el FootBall Club Torinese de groc i negre. El 1900 el Torinese absorbeix l'International.
El 3 de desembre del 1906, de la fusió del Torinese i un grup dissident de la Juve neix el FootBall Club Torino. La temporada 1936 es reanomenà com a AC Torino. El 1958-59 porta el nom de l'sponsor Talmone, i el 1970 adopta el nom Torino Calcio. Finalment, el 9 d'agost del 2005 fou refundat i inscrit a la federació italiana amb el nom de Torino Football Club.
La temporada 1927/28 l'equip guanyà la seva primera Lliga italiana de futbol, això no obstant, la seva època daurada, en la qual fou conegut com a Gran Torino la visqué durant la dècada dels 40, encapçalats pel gran Valentino Mazzola, on l'equip guanyà 5 lligues i 1 copa. Malauradament, aquesta gran generació es veié troncada el 4 de maig de 1949 a l'accident aeri de Superga, on moriren tots els jugadors menys un.
L'any 1992 el Torino fou finalista de la Copa de la UEFA, si bé caigué derrotat enfront de l'Ajax Amsterdam.

## Colors i símbols oficials

### Colors
La primera equipació del Torino, lluïda en el primer partit pocs dies després de la seva fundació, contra els jugadors del FC Pro Vercelli 1892, era una samarreta amb ratlles verticals carabasses i negres que es basava en les utilitzades anteriorment pels dos clubs considerats els progenitors històrics del club nounat, concretament l'FC International Torino i el Torinese. Posteriorment, aquesta combinació no es va considerar adequada ja que, per cert, era semblant a la de la casa d'Habsburg, enemics històrics de la l'aleshores casa Savoia regnant a Itàlia. Per tant, davant la necessitat d'adoptar un color definitiu per al nou equip, es va optar per granat.
La versió més acreditada diu que, en aquesta ocasió, es va escollir el color ja utilitzat per la "Brigada de Savoia" que exactament dos segles abans havia contribuït a alliberar Torí, capital del Ducat de Savoia; la brigada havia adoptat un mocador de color sang, en honor al missatger caigut en portar la notícia del triomf. Altres reconstruccions, considerades menys fiables, parlen tant d'un possible homenatge del fundador Alfred Dick al Servette, club de la seva natal Suïssa del qual l'empresari era aficionat, com una referència a la seva samarreta granat; o de l'equip anglès del Sheffield, el club de futbol més antic del món, un color inicialment també manllevat de l'Internazionale Torino. També perviu la hipòtesi d'un tint nascut per casualitat, després de rentats repetits -una reconstrucció que es pot trobar als inicis de moltes altres samarretes de futbol- entre uniformes vermells amb pantalons i mitjons negres; el matís resultant, essent considerat de bon auguri, seria triat aleshores com a segell oficial. Anteriorment, el club de Torí va intentar obtenir l'ús del blau de Savoia, però els monarques italians es van oposar a permetre l'ús del seu color dinàstic per un únic equip, a diferència del que van fer, uns anys després, amb la samarreta blava adoptada pels diversos equips esportius nacionals.
Des d'aleshores, l'uniforme de casa tradicional del Torino està format per una samarreta granat combinada amb pantalons curts blancs, o al seu torn granats, i mitjons negres amb una granada; tanmateix, al llarg de les dècades no era estrany veure l'equip sortir al camp també amb mitjons totalment grant o, sobretot al tombant dels anys 70 i 80, adoptar permanentment un vestit granat monocromàtic. L'uniforme de visita, generalment en colors inversos, inclou una camisa blanca amb ribetes contrastats, pantalons curts granat o de vegades també blancs, i mitjons blancs amb punys granats. Periòdicament també es proposa una samarreta blanca amb una barra diagonal granat com a segona samarreta: es tracta d'un homenatge al club River Plate, entitat argentina que històricament ha mantingut relacions d'agermanament amb el club de Torí, des de l'època de la tragèdia de Superga. Aquest uniforme va debutar per primera vegada el 6 de gener de 1953, en el partit jugat a casa contra el Milan i que va acabar 1-1.

### Símbols oficials

#### Escut
En tots els escuts utilitzats pel club al llarg de la seva història sempre hi ha un bou en posició rampant, símbol de la ciutat de Torí. L'escut s'utilitza des del 2006. A la temporada 2005-06, la primera després de la fallida del Torino Calcio, l'escut era idèntic a l'actual amb l'excepció de la manca de la data "1906" al costat esquerre de l'escut, afegida per recordar l'any de fundació de l'històric Foot Ball Club Torino.
Als anys 80 l'escut de Torí tenia forma quadrangular, amb les paraules "Torino Calcio" a la part superior i un bou rampant estilitzat a l'interior: aquest símbol encara és molt estimat pels aficionats i va ser votat el 2013 pels lectors de la revista esportiva Guerin Sportivo com l'escut de futbol més bonic de tots els temps. Des del 1990 fins a la fallida, l'escut en ús recordava el que s'utilitzava a l'època del Grande Torino, amb la important diferència que a la part dreta de l'oval hi havia les lletres "T" i "C" (inicials de "Torino Calcio". ") en lloc de les lletres "A", "C" i "T" (inicials de l'"Associazione Calcio Torino").

Evolució de l'escut
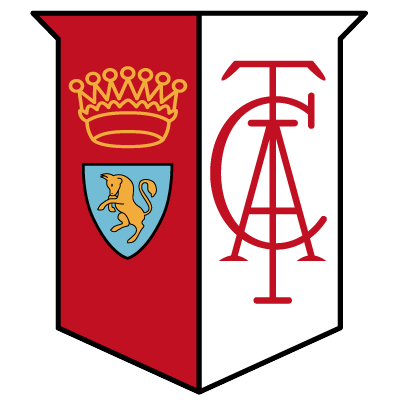
Utilitzat fins al 1977.
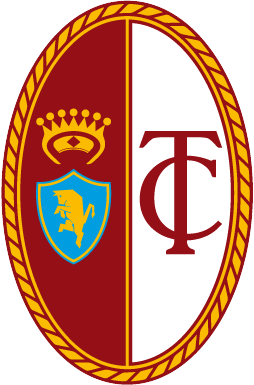
Utilitzat de 1990 a 2005.

#### Himne
L'himne del club és Ancora Toro, escrit per Valerio Liboni, que també és l'autor de Forza Toro alé, himne de Torino des del 1982.

## Palmarès
- 7 Lligues italianes: 1928, 1942-43, 1945-46, 1946-47, 1947-48, 1948-49 i 1975-76 (A més, fou desposseït de la Lliga de 1927).
- 5 Copes d'Itàlia: 1935-36, 1942-43, 1967-68, 1970-71, 1992-93.
- 1 Copa Mitropa: 1990-91.
- Subcampió de la Copa de la UEFA: 1991-92.

## Plantilla 2025-26
A 8 agost 2025
| N. | Pos. | Nac. | Jugador                                    |
| -- | ---- | --- | ------------------------------------------ |
| 1  | POR  | [[Fitxer:Flag of Italy.svg\|23x15px\|border \|alt=Itàlia\|link=Selecció de futbol d'Itàlia\|{{#if:\|]]                                    | Alberto Paleari                            |
| 3  | DEF  | [[Fitxer:Flag of the Netherlands.svg\|23x15px\|border \|alt=Països Baixos\|link=Selecció de futbol dels Països Baixos\|{{#if:\|]]         | Perr Schuurs                               |
| 5  | DEF  | [[Fitxer:Flag of Morocco.svg\|23x15px\|border \|alt=Marroc\|link=Selecció de futbol del Marroc\|{{#if:\|]]                                | Adam Masina                                |
| 7  | DAV  | [[Fitxer:Flag of Morocco.svg\|23x15px\|border \|alt=Marroc\|link=Selecció de futbol del Marroc\|{{#if:\|]]                                | Zakaria Aboukhlal                          |
| 8  | MIG  | [[Fitxer:Flag of Serbia.svg\|23x15px\|border \|alt=Sèrbia\|link=Selecció de futbol de Sèrbia\|{{#if:\|]]                                  | Ivan Ilić                                  |
| 9  | DAV  | [[Fitxer:Flag of Paraguay.svg\|23x15px\|border \|alt=Paraguai\|link=Selecció de futbol del Paraguai\|{{#if:\|]]                           | Antonio Sanabria                           |
| 10 | MIG  | [[Fitxer:Flag of Croatia.svg\|23x15px\|border \|alt=Croàcia\|link=Selecció de futbol de Croàcia\|{{#if:\|]]                               | Nikola Vlašić                              |
| 13 | DEF  | [[Fitxer:Flag of Chile.svg\|23x15px\|border \|alt=Xile\|link=Selecció de futbol de Xile\|{{#if:\|]]                                       | Guillermo Maripán                          |
| 14 | MIG  | [[Fitxer:Flag of England.svg\|23x15px\|border \|alt=Anglaterra\|link=Selecció de futbol d'Anglaterra\|{{#if:\|]]                          | Tino Anjorin (cedit per l'Empoli FC)       |
| 15 | DEF  | [[Fitxer:Flag of Georgia.svg\|23x15px\|border \|alt=Geòrgia\|link=Selecció de futbol de Geòrgia\|{{#if:\|]]                               | Saba Sazonov                               |
| 16 | DEF  | [[Fitxer:Flag of Norway.svg\|23x15px\|border \|alt=Noruega\|link=Selecció de futbol de Noruega\|{{#if:\|]]                                | Marcus Pedersen                            |
| 18 | DAV  | [[Fitxer:Flag of Argentina.svg\|23x15px\|border \|alt=Argentina\|link=Selecció de futbol de l'Argentina\|{{#if:\|]]                       | Giovanni Simeone (cedit per la SSC Napoli) |
| 19 | DAV  | [[Fitxer:Flag of Scotland.svg\|23x15px\|border \|alt=Escòcia\|link=Selecció de futbol d'Escòcia\|{{#if:\|]]                               | Ché Adams                                  |
| 20 | MIG  | [[Fitxer:Flag of Austria.svg\|23x15px\|border \|alt=Àustria\|link=Selecció de futbol d'Àustria\|{{#if:\|]]                                | Valentino Lazaro                           |
| 21 | MIG  | [[Fitxer:Flag of France (1794–1815, 1830–1974).svg\|23x15px\|border \|alt=França\|link=Selecció de futbol de França\|{{#if:\|]]           | Ali Dembélé                                |
| 22 | MIG  | [[Fitxer:Flag of Italy.svg\|23x15px\|border \|alt=Itàlia\|link=Selecció de futbol d'Itàlia\|{{#if:\|]]                                    | Cesare Casadei                             |
| 23 | DEF  | [[Fitxer:Flag of Equatorial Guinea.svg\|23x15px\|border \|alt=Guinea Equatorial\|link=Selecció de futbol de Guinea Equatorial\|{{#if:\|]] | Saúl Coco                                  |

| N. | Pos. | Nac. | Jugador                             |
| -- | ---- | --- | ----------------------------------- |
| 26 | DAV  | [[Fitxer:Flag of Belgium (civil).svg\|23x15px\|border \|alt=Bèlgica\|link=Selecció de futbol de Bèlgica\|{{#if:\|]]             | Cyril Ngonge (cedit pel SSC Napoli) |
| 34 | DEF  | [[Fitxer:Flag of Italy.svg\|23x15px\|border \|alt=Itàlia\|link=Selecció de futbol d'Itàlia\|{{#if:\|]]                          | Cristiano Biraghi                   |
| 44 | DEF  | [[Fitxer:Flag of Albania.svg\|23x15px\|border \|alt=Albània\|link=Selecció de futbol d'Albània\|{{#if:\|]]                      | Ardian Ismajli                      |
| 61 | MIG  | [[Fitxer:Flag of France (1794–1815, 1830–1974).svg\|23x15px\|border \|alt=França\|link=Selecció de futbol de França\|{{#if:\|]] | Adrien Tameze                       |
| 66 | MIG  | [[Fitxer:Flag of Lithuania.svg\|23x15px\|border \|alt=Lituània\|link=Selecció de futbol de Lituània\|{{#if:\|]]                 | Gvidas Gineitis                     |
| 71 | POR  | [[Fitxer:Flag of Romania.svg\|23x15px\|border \|alt=Romania\|link=Selecció de futbol de Romania\|{{#if:\|]]                     | Mihai Popa                          |
| 72 | MIG  | [[Fitxer:Flag of Italy.svg\|23x15px\|border \|alt=Itàlia\|link=Selecció de futbol d'Itàlia\|{{#if:\|]]                          | Aaron Ciammaglichella               |
| 79 | DAV  | [[Fitxer:Flag of Cyprus.svg\|23x15px\|border \|alt=Xipre\|link=Selecció de futbol de Xipre\|{{#if:\|]]                          | Zanos Savva                         |
| 80 | DEF  | [[Fitxer:Flag of France (1794–1815, 1830–1974).svg\|23x15px\|border \|alt=França\|link=Selecció de futbol de França\|{{#if:\|]] | Côme Bianay Balcot                  |
| 81 | POR  | [[Fitxer:Flag of Uruguay.svg\|23x15px\|border \|alt=Uruguai\|link=Selecció de futbol de l'Uruguai\|{{#if:\|]]                   | Franco Israel                       |
| 83 | MIG  | [[Fitxer:Flag of Moldova.svg\|23x15px\|border \|alt=República de Moldàvia\|link=Selecció de futbol de Moldàvia\|{{#if:\|]]      | Sergiu Perciun                      |
| 91 | DAV  | [[Fitxer:Flag of Colombia.svg\|23x15px\|border \|alt=Colòmbia\|link=Selecció de futbol de Colòmbia\|{{#if:\|]]                  | Duván Zapata (capità)               |
| 92 | DAV  | [[Fitxer:Flag of Sweden.svg\|23x15px\|border \|alt=Suècia\|link=Selecció de futbol de Suècia\|{{#if:\|]]                        | Alieu Njie                          |
| 95 | DAV  | [[Fitxer:Flag of Italy.svg\|23x15px\|border \|alt=Itàlia\|link=Selecció de futbol d'Itàlia\|{{#if:\|]]                          | Alessio Cacciamani                  |
| 99 | DEF  | [[Fitxer:Flag of Ireland.svg\|23x15px\|border \|alt=Irlanda\|link=Selecció de futbol de la República d'Irlanda\|{{#if:\|]]      | Senan Mullen                        |
| —  | MIG  | [[Fitxer:Flag of Turkey.svg\|23x15px\|border \|alt=Turquia\|link=Selecció de futbol de Turquia\|{{#if:\|]]                      | Emirhan İlkhan                      |

## Futbolistes històrics destacats
- Christian Abbiati
- Aldo Agroppi
- Nicola Amoruso
- Enrico Annoni
- Antonino Asta
- Valerio Bacigalupo
- Dino Baggio
- Aldo Ballarin
- Dino Ballarin
- Adolfo Baloncieri
- Simone Barone
- Enzo Bearzot
- Giorgio Bresciani
- Pasquale Bruno
- Luca Bucci
- Luciano Castellini
- Eusebio Castigliano
- Angelo Cereser
- Sandro Cois
- Eugenio Corini
- Roberto Cravero
- Massimo Crippa
- Giuseppe Dossena
- Rubens Fadini
- Marco Ferrante
- Giacomo Ferri
- Giorgio Ferrini
- Stefano Fiore
- Natalino Fossati
- Diego Fuser
- Luca Fusi
- Guglielmo Gabetto
- Fabio Galante
- Giovanni Galli
- Francesco Graziani
- Giuseppe Grezar
- Gianluigi Lentini
- Ezio Loik
- Cristiano Lucarelli
- Luca Marchegiani
- Virgilio Maroso
- Danilo Martelli
- Valentino Mazzola
- Romeo Menti
- Gigi Meroni
- Roberto Mozzini
- Roberto Mussi
- Roberto Muzzi
- Franco Ossola
- Eraldo Pecci
- Gianluca Pessotto
- Silvio Piola
- Roberto Policano
- Paolino Pulici
- Fabio Quagliarella
- Mario Rigamonti
- Ruggiero Rizzitelli
- Roberto Rosato
- Alessandro Rosina
- Claudio Sala
- Patrizio Sala
- Franco Selvaggi
- Aldo Serena
- Andrea Silenzi
- Giuliano Terraneo
- Christian Vieri
- Lido Vieri
- Renato Zaccarelli
- Patricio Hernández
- Julio Libonatti
- Beniamino Santos
- Toni Polster
- Walter Schachner
- Vincenzo Scifo
- Johan Walem
- Fernando
- Júnior
- Walter Casagrande
- Müller
- Pinga
- Robert Jarni
- Krunoslav Jurčić
- Joe Baker
- Tony Dorigo
- Gerry Hitchens
- Jocelyn Angloma
- Benoît Cauet
- Abédi Pelé
- Samuel Kuffour
- Masashi Oguro
- Wim Kieft
- Faas Wilkes
- Dionisio Arce
- Iosif Fabian
- Denis Law
- Nikola Lazetić
- Joaquín Peiró
- Martín Vázquez
- Hasse Jeppson
- Hakan Şükür
- Álvaro Recoba
- Carlos Aguilera
- Enzo Francescoli
- Gustavo Méndez

## Difusió en la cultura popular
El Grande Torino va ser l'equip més reeixit del campionat italià a la segona meitat dels anys quaranta i, segons la revista anglesa FourFourTwo, va ser el tretzè equip més fort de la història del futbol. El seu tràgic final també ha estat el tema central de documentals, pel·lícules i obres literàries. Entre aquestes, el poema Ai campioni del Torino compost l'any 1949 per Mario Luzi, la minisèrie de televisió Il Grande Torino del 2005 de Claudio Bonivento, interpretada per Giuseppe Fiorello, o l'últim episodi de la sèrie de televisió Federico Buffa racconta Storie di Campioni del 2015 de Federico Buffa, emesa a Sky Italia amb motiu del 66è aniversari de la tragèdia de Superga.
Restant en l'àmbit del cinema i la televisió, entre els productes dedicats al Torino trobem el documental Gli 11 moschettieri del 1952 d'Ennio De Concini i Fausto Saraceni, les pel·lícules Ora e per sempre del 2004 de Vincenzo Verdecchi, i Benfica-Torino 4-3 del 2012 d'Andrea Ragusa i Nuno Figueiredo, i la pel·lícula per a televisió La farfalle granata del 2013 centrada en la vida del jugador Luigi Meroni.
En l'àmbit musical, però, hi ha moltes cançons dedicades a l'equip torinès com La forza del Toro, Ragazzo ultrà, Dj Venneri i Vivo il Toro. Al còmic, hi trobem la historieta Paperoga in: soffri, tifoso, soffri publicat per Topolino, que reviu el derbi de Torí, col·loquialment conegut com a derby della Mole amb el Torino traduït com a «Corino».
Des de 2017 fins al primer de juliol de 2021, la plataforma de televisió Sky Italia va oferir el canal temàtic Torino Channel en el seu paquet de satèl·lit. Des d'aleshores, el canal és accessible directament a través del lloc web de l'empresa.